# Аль-Мансур Али II
Аль-Малик аль-Мансур Ала ад-Дин Али ибн Шабан, известный также как Али II (араб. الملك المنصور علاء الدين علي بن شعبان‎) — мамлюкский султан Египта из династии Бахритов (1376—1382).

## Биография
После убийства султана аль-Ашрафа Шабана II в марте 1377 года на трон был возведен его десятилетний сын Али. Власть в стране по-прежнему находилась в руках эмиров, приближенных к власти умершим эмиром Ялбугой аль-Хассаки аль-Умари. В стране росла анархия, на улицах Каира периодически происходили стычки между отрядами мамлюков. В Сирии доминирующей фигурой стал вице-султан Дамаска Тащтимур аль-Алаи. Все большее влияние приобретал лидер черкесских мамлюков Баркук. В следующем году он интриговал вместе со своим отцом против Тащтимура и взял его в плен. В 1376 году Баркук был назначен атабеком (главнокомандующим) армии и арестовал своего бывшего союзника, Амиру Барака, лидера мамлюков Ялбуги.
Традиционно начало черкесской династии Бурджитов определяется 1382 годом, но фактически Баркук и его семья получили контроль над государством уже в 1376 году. Когда аль-Мансур Али умер от болезни в мае 1382 года, Баркук заменил его другим отпрыском династии Калауна — Хаджжи II ас-Салихом.